# Epidendrum pseudocernuum
Epidendrum pseudocernuum är en orkidéart som beskrevs av Germán Carnevali och Ivón Mercedes Ramírez Morillo. Epidendrum pseudocernuum ingår i släktet Epidendrum och familjen orkidéer.
Artens utbredningsområde är Venezuela. Inga underarter finns listade i Catalogue of Life.